# Имануел Херман Фихте
Имануел Херман фон Фихте (на немски: Immanuel Hermann von Fichte) е германски философ, син на Йохан Готлиб Фихте. Той е роден през 1797 година в Йена. След като преподава в Саарбрюкен и Дюселдорф, от 1836 до 1842 година е преподавател в Бонския университет, а от 1842 до пенсионирането си през 1875 година — в Тюбингенския университет. Умира в Щутгарт през 1879 година.